# Den tysta majoriteten
Den tysta majoriteten (originaltitel Det tause flertall) är en norsk dramafilm från 1977 i regi av Svend Wam. Filmen handlar om fabriksarbetaren Øystein (Torgeir Schjerven), vars liv ändras när han träffar den frånskilda småbarnsmamman Britt (Gunilla Olsson).

## Handling
Fabriksarbetaren Øyvind lever ett slentrianmässigt liv. Han lyssnar halvt intresserad när hans arbetskamrater pratar politik. Ibland besöker han sina föräldrar, går på disko och raggar brudar, dricker öl eller spelar på travet. Hans liv förändras när han träffar Britt, en frånskild ettbarnsmor.

## Rollista
- Torgeir Schjerven – Øystein
- Gunilla Olsson – Britt
- Marie Takvam – Øysteins mor
- Sverre Gran – Øysteins far
- Merete Andersen – Diskodrottning
- Pernille Anker – Nabokone
- Oddmund Berg – Man på tvätteriet
- Bjørn Floberg – Jesusfreak
- Karl Hoff – Ottar
- Sverre Horge – En man
- Knut Husebø – Norrlänning
- Frank Iversen – Ung make
- Jorunn Kjellsby – Ung husmor
- Sossen Krohg – Dam med pudel
- Øystein Langeland – Butikschef
- Anne-May Nilsen – Bergljot
- May-Brith Nilsen – Flicka
- Terje Nordby – Affärsman
- Anne Marie Ottersen –
- Sverre Anker Ousdal – En man
- Kjell Pettersen – En man
- Thomas Robsahm – Petter
- Stein Rosenlund – Discjockey
- Lasse Tømte – Arne
- Christian Vennerød – Rasist
- Petter Vennerød – En kompis
- Ellen Waaler – Ellen

## Om filmen
Den tysta majoriteten producerades av Petter Vennerød för Mefistofilm A/S. Vennerød skrev också manus tillsammans med regissören Svend Wam. Filmen fotades av Paul René Roestad och klipptes av Fred Sassebo. Den hade premiär i Norge den 11 mars 1977 och i Sverige den 21 januari 1978 i TV2.